# Protosilvius phoeniculus
Protosilvius phoeniculus är en tvåvingeart som beskrevs av David Fairchild 1962. Protosilvius phoeniculus ingår i släktet Protosilvius och familjen bromsar. Inga underarter finns listade i Catalogue of Life.